# Heilung
Heilung (lateinisch sanatio) bezeichnet den Prozess der Herstellung oder Wiederherstellung der körperlichen und seelischen Integrität aus einem Leiden oder einer Krankheit oder die Überwindung einer Versehrtheit oder Verletzung durch Genesung. Während der Heilungsbegriff etymologisch eher durch ein Ganz-Werden bestimmt ist (siehe den Ausdruck Heil), bezeichnet genesen (von griechisch neomai) ursprünglich ein Davongekommensein aus einer Gefahr.
Klassische Heilungsbegriffe der Antike, wie griechisch θεραπεία „Dienst, Heilung“, lateinisch curatio, sanatio, salvatio, restitutio ad integrum oder englisch healing (z. B. by first intention, second intention), schwingen bei einer heutigen Begriffsbestimmung immer mit.
Die Heilung im heutigen Sinn umfasst körperliche, psychische und soziale Aspekte (biopsychosoziale Medizin) des Menschen.

## Heilung in der Medizin
In der Medizin wird Heilung als Wiederherstellung der Gesundheit unter Erreichen des Ausgangszustandes (restitutio ad integrum) durch den Körper definiert. Bleibt ein organischer oder funktioneller Restschaden bestehen, spricht man von Defektheilung.

## Heilung in der Psychotherapie
In der Psychotherapie wird der Heilungsbegriff mit einer Wiederherstellung der psychischen Gesundheit gleichgesetzt. Dessen Definition variiert jedoch theorieabhängig als Alltagsfunktionalität, Problemlösung, Stärke des positiven inneren Erlebens usw. Die Psychopathologie benennt zudem auch Einschränkungen bei manchen Erkrankungsbildern wie z. B. Psychosen, wo Residuen als „übriggebliebene Resteinschränkungen“ der mentalen Gesundheit definiert sind.
Darüber hinaus ist in der Psychotherapie der Begriff der Heilung eng mit der Ebene der Psyche (Persönlichkeits- und Verhaltensstruktur) verwoben, wogegen spirituelle Traditionen (s. a. Heilarbeit) Ihren Fokus auf den Begriff der Seele setzen.
Im soziologischen bzw. sozialpsychologischen Sinne bedeutet Heilung allerdings auch, dass sich der ehemalige Patient/Klient auch in der Lage sieht, sein Leben selbst wieder zu organisieren oder in die eigenen Hände zu nehmen. Er ist damit nicht mehr auf diejenigen angewiesen, die seine Heilung betrieben haben. Er ist nicht mehr abhängig von ihnen und neuerdings in der Lage, sein Leben selbst zu organisieren.

## Heilung in der Religion

### Biblisches Verständnis
Im Alten Testament verkündigte der Prophet Jesaja, der Messias nehme die Sünde, Krankheit und Schmerzen anderer auf sich, durch seine Wunden werde ihnen Frieden und Heilung zuteil (Jesaja 53,5).
Das Neue Testament sieht dieses durch Tod und Auferstehung Jesu Christi erfüllt. Christus selbst hat vielfältige Heilungswunder bewirkt. Der Auftrag zur Heilung (im Auftrag Jesu nach Mt 10,8; Lk 9,1+2) und die Krankensalbung (nach Jak 5,13-18) wird neben der katholischen, altkatholischen und den orthodoxen Kirchen u. a. in der Pfingstbewegung geübt. Heilung im Neuen Testament ist mit dem Glauben eng verbunden, wie es zum Ausdruck kommt in der Wendung „dein Glaube hat dir geholfen“ (z. B. Mt 9,22; Mk 10.52; Lk 17,19).

### Konfessionelle Verständnisse
Der Besuch von Kranken wird neben der Speisung von Hungernden und der Bekleidung von Nackten zu den sieben Werken der Barmherzigkeit gezählt und nach katholischem Kirchenrecht ist es für die Heiligsprechung notwendig, dass Wunderheilungen von diesem Menschen erbracht wurden.

### Buddhismus
Auch in den nicht-christlichen Weltreligionen spielt die Heilung eine bedeutende Rolle. Im frühen Buddhismus bestand die Vorstellung, dass ein Mensch, der mit der Wahrheit übereinstimmt und diese ausspricht, Heilung von Krankheiten bewirken kann: Wenn „ein in diesem Sinn authentischer Mensch eine von ihm als solche erlebte Wahrheit ausspricht, vermag er sich und andere zu heilen oder andere außergewöhnliche Wirkungen hervorzurufen.“

### Heilung im Bahaitum
Die Schrift des Bahaitums geht davon aus, dass der Mensch auf drei verschiedenen Ebenen lebt, die beachtet und entwickelt werden müssen: die materielle Ebene, die menschlich/soziale Ebene einschließlich des Verstandes sowie die spirituelle Ebene. Krankheit entsteht durch Ungleichgewicht entweder auf einer Ebene oder zwischen ihnen. Die Seele des Menschen wird allerdings niemals von Krankheiten beeinflusst. Dieser multikausale Wirkungszusammenhang von Krankheiten erfordert ein ebenfalls komplexes Vorgehen. Krankheit ist kein Zeichen göttlicher Strafe, und aus dem Gesundheitszustand kann keine Schlussfolgerung hinsichtlich des spirituellen Potentials des Menschen gezogen werden.
Die Bahai sind aufgefordert, bei Krankheit einen kompetenten Arzt aufzusuchen, auch wenn sie selbst Arzt sein sollten. Unter einem kompetenten Arzt versteht man eine Person, die ein wissenschaftliches System der Medizin studiert hat und darin das Vertrauen der Patienten genießt.
Die Heilung des Menschen erfordert neben materieller auch die Unterstützung durch spirituelle Mittel, sprich Gebete. Die Bahai-Schriften enthalten zahlreiche Heilungsgebete, die von dem Kranken oder seinen Angehörigen gesprochen werden sollen. Der Besuch der Kranken gehört zu der Aufgabe eines jeden Bahai.